# السيد أرطغرل (شخصية خيالية)
السيد أرطغرل (بالتركية: Ertuğrul Bey)‏ هو بطل الرواية الرئيسي في المسلسل التلفزيوني التركي قيامة أرطغرل ، يصوره إنجين ألتان دوزياتان . يظهر أيضًا في الجزء الثاني، المؤسس عثمان ، حيث يلعب دوره تامر إيجيت ويشار إليه باسم أرطغرل غازي (بالتركية: Ertuğrul Gazi)‏ .  الشخصية مستوحاة من أرطغرل ، والد عثمان الأول .

## خلفية

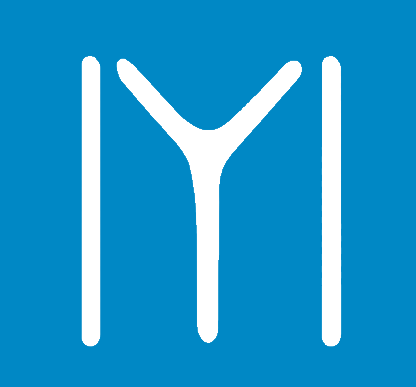
علم قبيلة قايي

ولد أرطغرل وهو الإبن الثالث لسليمان شاه والإبن الثاني لهايماه خاتون. كان عمه السيد كوركوت يعتني به في الأصل عندما كان والده يقاتل في الحرب. عندما كان صغيرًا، وجد ثلاثة أولاد أيتامًا في الغابة، وهم تورغوت ألب، وبامسي بيريك، ودوغان ألب، فأحضرهم إلى القبيلة ونشأ معهم كأخوة بالتبني. ذاق أرطغرل طعم المأساة في وقت مبكر من حياته، حيث تم القبض على شقيقه السيد سنغورتكين من قبل المغول وافترض أنه مات، ولم يعد لسنوات عديدة. أثناء نشأته، كان موضع عاطفة رومانسية من أخته بالتبني غوكجة، قبل أن ينقذ الأميرة السلجوقية، حليمة، من فرسان الهيكل أثناء الصيد. [بحاجة لمصدر]

## القصة

### الموسم 1
يرسل سليمان شاه سيد القايي ابنه أرطغرل ليطلب أرضًا من أمير حلب . يصبح هذا مستحيلًا تقريبًا عندما يتم وضع الكايي في سلسلة من المشاكل مع فرسان المعبد بعد إنقاذ شهزاد نعمان وحليمة خاتون وشهزاد يجيت بسبب الخائن في قصر الأمير ناصر ، الذي يعمل لصالح فرسان الهيكل لكنه قُتل لاحقًا على يد فرسان الهيكل. يتم عرض "أرطغرل" والحقيقة للأمير، مع اضطرار "أرطغرل" إلى البقاء مختبئًا لعدة أيام باعتباره هاربًا في حلب لإظهار ذلك. يقوم أرطغرل أيضًا بتخليص القبيلة من عمه المخادع، كورد أوغلو ، شقيق سليمان شاه، بعد أن كافح في البداية لإقناع والده وشقيقه غوندوغدو بشرّه. أرطغرل، الذي يحب حليمة، يتزوجها بعد صعوبة كبيرة، بما في ذلك التنافس مع العزيز. يشعر "غوندوغدو" زوج "سالجان" بالغيرة من شقيقه "أرطغرل" لأنه يحظى بالاحترام باعتباره بطل القبيلة لكنه يهدأ تدريجيًا. في نهاية الموسم، تم قطع رأس كوردوغلو على يد أرطغرل، ونجح أرطغرل في هزيمة فرسان الهيكل والاستيلاء على قلعتهم، وتم ترشيحه لمنصب رئيس ألب بناءً على وصية والده. تبع ذلك وفاة سليمان شاه، مما أثار حزن أرطغرل، وهجرة القبيلة إلى أرضروم كجزء من وصية سليمان شاه قبل وفاته. 

### الموسم 2
يواجه أرطغرل المغول بقيادة نويان ، الذين دمروا قبيلته بأكملها تقريبًا. بعد أن تم القبض على أرطغرل وتسمير يده من قبل نويان، عندما هرب، وجد قبيلته استقرت مع عمه كوركوت من دودورجا . بسبب إصابة يده، اختار مجلس السادة من كلا القبيلتين، بما في ذلك كوركوت وهايماه وغوندوغدو، ابن عم أرطغرل توتكين كرئيس ألب للقبيلتين، متجاوزًا إرادة سليمان شاه وأثار غضب أرطغرل. نظرًا لأن ألب أرطغرل عبد الرحمن اتهم زوراً من قبل عائلة دودورغا بالخيانة وتم سجنه. قام أرطغرل، بمساعدة السيد أرتوك ، الدودورجا الوحيدة الذي يدعمه، هايماه، تحت ضغط من الدوروجا، ينفي أرطغرل لهذا السبب. أثناء وجوده في المنفى، يعلم "أرطغرل" أن شقيقه "سونغورتكين" على قيد الحياة. في هذه الأثناء، يصل غوموش تكين ، صهر السيد كوركوت، ويفتري على أرطغرل بتهم مختلفة، ويحكم عليه بالإعدام في محاكمة صورية ، قبل أن يتم إنقاذ أرطغرل من قبل المحاربين. قام غوموش تكين لاحقًا بتسميم السيد كوركوت حتى الموت، ولم يتم القبض عليه وإعدامه إلا بعد أن أقنع أرطغرل توتكين سيد قبيلة الدوروجا الجديد بشره، بمساعدة سونغور تكين ، بعد عودته إلى القبيلة. في هذه الأثناء، أنجبت حليمة قبل الأوان ابن أرطغرل الأول غوندوز ، بينما يُعتقد أن نويان قتل على يد أرطغرل. نظرًا لأن أرطغرل يرفض قبول غوندوغدو باعتباره سيدا جديدًا، فإنه يشكل قبيلة منشقة ، وتهاجر إلى الحدود الغربية لولاية سلجوق مع أفراد مختلفين من عائلته،السيد أرتوك، ومجموعة من المحاربين و400 آخرين. [بحاجة لمصدر]

### الموسم 3
بعد الهجرة إلى الغرب وأصبح سيدا، يواجه "أرطغرل" " أورال" أحد قدامى المحاربين التجاريين الأغنياء "تشافدار" . على الرغم من أن أورال ليس سيد قبيلته، إلا أنه يسعى إلى المزيد والمزيد من السلطة، وأصبح يشعر بالغيرة من أرطغرل لشجاعته وقربه من السلطان . في هذه الأثناء، يسعى فرسان الهيكل الذين تسللوا إلى هانلي بازار، بقيادة هانجي سيمون ، إلى قتل أرطغرل كما فعل مع فرسان الهيكل منذ سنوات. أرطغرل يهزم هانجي سيمون وينتصر على سوق الخان، مما يترك أورال أكثر غيرة من أي وقت مضى. ومع ذلك، سرعان ما اتُهم أورال بقتل تكفور كاراجاهيسار وقتل المحاربين في أرطغرل، وحُكم عليه بالإعدام، على الرغم من أن الأمير المخادع أنقذه بدعم من أصليهان ، أخت أورال، التي تحمل ضغينة ضد أرطغرل لرفضه الزواج منها. . بعد وفاة والده السيد جاندار ، يطلب أورال المساعدة من فاسيليوس ، حاكم تكفور كاراجا حصار الجديد، الذي يريد تخليص الأتراك من الأراضي، لكن أورال قُتل على يد أرطغرل، بمساعدة شقيق أورال النبيل علي يار ، في محاولة. ليصبح سيد كافدار. بعد أن قتل فاسيليوس علي يار وشقيق أرطغرل بالتبني دوغان ألب ، قُتل على يد أرطغرل المنتقم. مع ولادة الابن الثاني لأرطغرل ،السيد سافجي ، جعل السلطان أرطغرل هو أوج بايليك، مما أثار غضب الأمير سعد الدين الذي تعهد بالقضاء على أرطغرل، وفشل في اتهامه بتسميم السلطان. في نهاية الموسم، يقع أرطغرل في كمين نصبه تكفور الجديد لقراجاهيسار، آريس . [بحاجة لمصدر]

### الموسم 4
بعد تعرضه لكمين وإصابة من قبل آريس، يُعتقد أن أرطغرل قد مات على الرغم من القبض عليه بالفعل من قبل بعض تجار العبيد. بعد أن يهرب أرطغرل من تجار العبيد ويعلم أن آريس هو من هاجمه، يعود إلى قبيلة كايي وينفي شقيقه دوندار لمحاولته بيع السوق الخان ومغادرة الحدود البيزنطية في غيابه. بعد أن اختطف آريس ابن أرطغرل، غوندوز، أنقذه أرطغرل وأعلن الحرب على كاراجاهيسار ونجح في احتلالها. بعد القبض على آريس، يأخذه أرطغرل إلى السلطان ويطلب منه الاعتراف للسلطان بأفعال سعد الدين كوبيك السيئة. كادت الخطة أن تنجح ولكن أنقذت زوجة السلطان، مابيري ، وأدى ذلك إلى حدث تحول آريس إلى مسلم وحليف لأرطغرل. في هذه الأثناء، يعود سنغورتكين، شقيق أرطغرل، لمساعدته في مواجهة مخططات كوبيك، بينما يُسمم السلطان حتى الموت على يد كوبيك، حيث يقوم كوبيك بتلفيق تهمة قتل لأرطغرل. بعد تبرئة أرطغرل من جريمة القتل، تحالف مع السلطان الجديد غياث الدين ، وهزم خيانة كوبيك، وفي النهاية قطع رأسه. بعد ذلك، يواجه أرطغرل عودة عدوه القديم نويان، الذي قتل أحمد ألب (آريس سابقًا)، لكنه ينجح في هزيمته هو وشقيقته المخادعة ألانجويا، التي حاولت قتل عثمان، ابن أرطغرل. تموت حليمة وهي تلد عثمان، مما أدى إلى تدمير أرطغرل بشدة، وترك أرطغرل لفترة وجيزة بدون حليب لابنه. في نهاية الموسم، يقود أرطغرل عائلة كايي للهجرة إلى سوغوت . [بحاجة لمصدر]

### الموسم 5
في ولاية سلجوقية يسيطر عليها المغول، يواجه أرطغرل العديد من الأعداء المغول بما في ذلك ألينجاك وأريكبوكا، إلى جانب القاتل السلجوقي الذي يعمل مع المغول، بيبولات . يتنكر بيبولات باسم " ألباستي " ويصل ليسبب الفوضى لأرطغرل ورفاقه، ويضطهد شقيق أرطغرل العائد غوندوغدو وألينجاك. تسبب بيبولات العديد من المشاكل لأرطغرل، بما في ذلك سيطرة أرطغرل على سوغوت لفترة من الوقت، وقتل ابن أخيه سليمان ألب ، ابن غوندوغدو. يتسبب القائد البيزنطي، دراغوس ، أيضًا في مشاكل لأرطغرل بعد الاستيلاء على قلعة ليفكه ، وعدم السماح له بمعرفة هويته. أصبحت إيلبيلغي ، أخت بيبولات، الشخصية الوحيدة في عائلتها الذي تدعم العدالة وتتحالف مع أرطغرل ضد بيبولات ودراغوس والمغول، مما يساعده على هزيمتهم. بعد وفاة "بيبولات"، يواجه "أرطغرل" "أريكبوكا"، الجاسوس المغولي المخيف وشقيق "ألينجاك" بالدم، الذي يخدم "هولاكو خان". في هذه الأثناء، يتحالف أرطغرل مع بركة خان، ابن عم هولاكو وخان القبيلة الذهبية . في هذه الأثناء، يخطط "أرطغرل" و"غوندوغدو" الأكثر حكمة معًا لبدء حرب بين "بركة" و"هولاكو". ينتهي الموسم بوفاة أريكبوكا وزواج أرطغرل من إلبيلغي خاتون. [بحاجة لمصدر]

### فيالمؤسسعثمان
في الموسم الأول من المؤسس عثمان ، تم ذكره فقط، في الغالب من قبل عبد الرحمن غازي، الذي قيل إنه مريض للغاية. كما أنه يترك السيادة في يد أخيه دوندار ، محققًا الوعد الذي قطعه بواجب أكبر عندما نفاه لأول مرة. ومع ذلك، يؤدي هذا إلى الفوضى والانقسام في القبيلة، مع خداع دوندار باستمرار من قبل السيد علي شار ورهبان مارغريت . عندما يعود في الموسم الثاني، بعد وفاة والدته هايماه وأخيه غير الشقيق غوندوغدو، والوفاة المفترضة لزوجته إيلبيلغي وشقيقه سنغورتكين، يتم نفي دوندار إلى سوغوت لفترة من الوقت ويواجه أرطغرل شقيقه الأصغر. - دوندار بدعم من يافلاك أرسلان ، الذي يحاول الاستيلاء على سوغوت لكنه تاب لاحقًا وتحالف مع عثمان، ابن أرطغرل. يواجه أرطغرل أيضًا تكفور آيا نيكولا من إنيغول ، قبل أن يصاب بمرض شديد، مما يؤدي إلى التنافس بين أبنائه وشقيقه، قبل وفاة أرطغرل في " السلطان الغازي يغادر ". كما أنه يترك خططًا لابنه عثمان لمواصلة إرثه بصفته سيد، بما في ذلك ترك وصية له بالزواج من زوجة ثانية.  [بحاجة لمصدر]

## المواقف
تم تعيين أرطغرل رئيس المحاربين في قبيلته من قبل والده سليمان شاه. كما أصبح سيد قبيلة قايي الخاصة به بعد أن هاجر إلى غرب الأناضول منفصلاً عن إخوته الأكبر. كما جعله السلطان علاء الدين كيكوبات أوج بايليك بعد أن هزم تيكفور فاسليوس. تم تعيينه لاحقًا أيضًا حاكمًا لـ سوغوت والمناطق المحيطة بها باعتباره أوج بايليك . [بحاجة لمصدر]

## الدقة التاريخية
في قيامة أرطغرل يعتمد شخصية أرطغرل بشكل فضفاض على تفاصيل حياته الحقيقية، مع تصوير أحداث مثل تقسيم قبيلة كايي وغزو أرطغرل لقلعة قره جه حصار في السلسلة. كما تم تصوير حكم أرطغرل على سوغوت ، أول عاصمة عثمانية ، في صورة أوج بايليك . ومن المقبول أيضًا على نطاق واسع أنه والد عثمان الأول,  كما هو موضح في المسلسل وتكملة له. [بحاجة لمصدر أفضل]

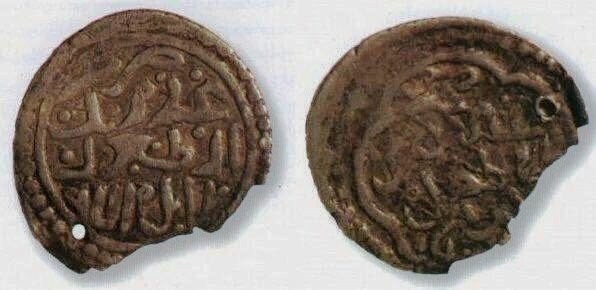
عملات معدنية مسكوكة على يد عثمان الأول تشير إلى وجود أرطغرل وأن والد أرطغرل هو غندوز.

ومع ذلك، مع عدم وضوح تفاصيل الكثير من حياة أرطغرل، فإن الكثير من شخصيته في السلسلتين تعتمد على أنساب عثمانية حديثة نسبيًا، فيما يتعلق بعائلته، أو مكتوبة فقط من قبل المنتجين.[بحاجة لمصدر]على سبيل المثال، تم تصوير زواج أرطغرل من حليمة خاتون في العرض، على الرغم من حليمة أنجبت عثمان، مما يتعارض مع الواقع التاريخي حيث يُعتقد أنها عاشت بعد أرطغرل.[بحاجة لمصدر]في هذه الأثناء، زواج أرطغرل من إيلبيلغي خاتون في المسلسل ليس له أي أساس تاريخي، حيث أن إلبيلغي نفسها مبنية بشكل فضفاض على خاتون غوكتورك تركية من القرن الثامن.   

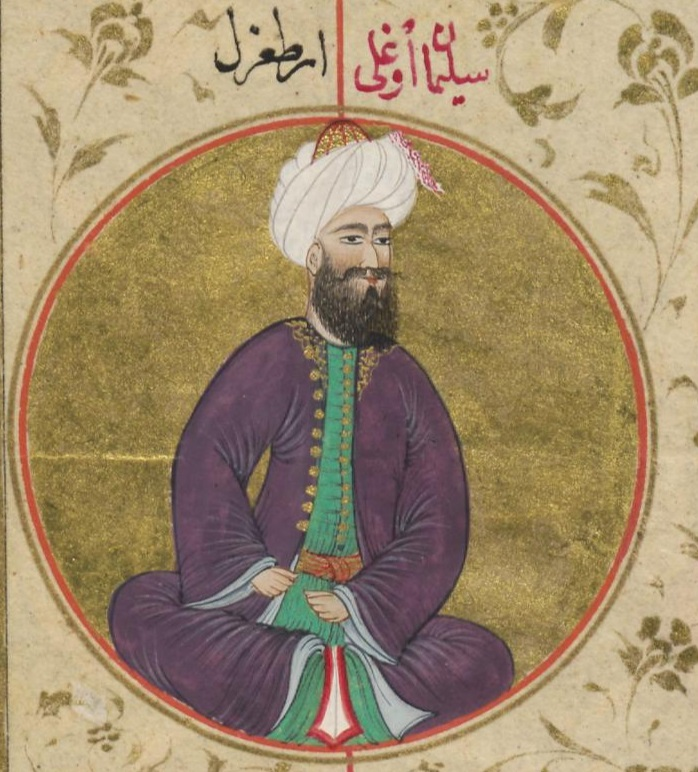
منمنمة لأرطغرل من القرن السادس عشر.

تعتبر علاقات أرطغرل مع الشخصيات التاريخية الأخرى سمة أخرى لتصويره في المسلسل والتي يتنازع عليها المؤرخون في الغالب، بالنظر إلى أن علاقاته مع السلاجقة من المحتمل أن تكون ملفقة جزئيًا على الأقل من قبل الكتاب العثمانيين لخلق شعور بالاستمرارية بين الاثنين. الدول التركية التاريخية.  من غير المرجح أن يكون له أي تفاعل مع ابن العربي أو الأمير العزيز ، كما أن علاقاته مع الشخصيات الخيالية بامسي بيريك ودوغان ألب تم إنشاؤها من قبل المنتجين،  على الرغم من أنه كان ينتمي إلى العثمانيين الأوائل المحاربان تورغوت ألب وعبد الرحمن غازي . ويعتقد أيضًا إلى حد كبير أن هوية والده هي غندوز ألب من قبل المؤرخين،  بدلاً من سليمان شاه ( سليمان شاه ) كما تم تصويره. [بحاجة لمصدر]

## تمثيل

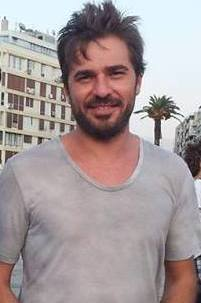
إنجين ألتان دوزياتان في عام 2013.

رفض إنجين ألتان دوزياتان عرضًا للعب دور أرطغرل مرتين قبل أن يقنعه منتج وكاتب أرطغرل محمد بوزداغ .   قال بوزداغ إنه ستكون هناك مفاجأة حول هذه الشخصية في المؤسس عثمان بينما قال إنجين ألتان دوزياتان أيضًا إنه قد يقدم مفاجأة في المسلسل ولكن "لا يمكن اتخاذ قرار واضح".  كان يُعتقد في البداية أن أرطغرل سيظهر في الموسم الأول، ثم عندما لم يظهر، كان لا يزال يعتقد أنه يلعب دور إنجين ألتان ولكنه ظهر في الموسم الثاني. وأشارت بعض الشائعات الأخرى إلى أن إيديز هون سيلعب دوره.   تم تأكيد مظهر الشخصية في هذه المرحلة. وبعد إصدار العرض الأول، تم التأكيد على أن تامر إيجيت سيلعب دور أرطغرل. 

## استقبال
- في عام 2020، ذهب إنجين ألتان دوزياتان في زيارة قصيرة إلى باكستان، حيث يحظى المسلسل بشعبية كبيرة، وقبل دعوة من شركة تجارية خاصة. [16] رتبت مؤسسة ميك أ ويش الباكستانية لقاءً بين أنجين ألتان دوزياتان وثلاثة من المعجبين الشباب المصابين بأمراض ميؤوس من شفائها. [17] عندما كان هناك، قال إنجين: "شكرًا جزيلاً لك، أستطيع أن أرى أنني ألهمتك وأنا سعيد جدًا بهذا الحب." [18] بعد توقيع اتفاقية مع مجموعة شركات تشودري ومقرها لاهور، [19] والتي كان سفيرًا لعلامتها التجارية، زار لاهور وأصبح أحد أهم المناقشات على وسائل التواصل الاجتماعي وذهبت إحدى صوره مع الأسد منتشر. [20] لقد عومل بـ "فيضان من الحب" بينما كان على الجيش الباكستاني حمايته لتجنب تدافع الأشخاص الذين اقتربوا منه. [21] عاد إنجين ألتان إلى تركيا عندما أبرم نجم تيك توك، كاشف زامير، صفقة بقيمة مليون دولار لكنه لم يسدد سوى 5 آلاف دولار. [22] وعلى الرغم من هذا الاحتيال، يشاع أنه سيعود إلى باكستان قريبًا، وهو ما فاجأ ميان كاشف زمير نفسه، [23] بعد أن انتشر مقطع فيديو عن "ذكرياته الجميلة". [24] كما يرغب دوزياتان في الظهور في مسلسل درامي باكستاني ذات يوم "إذا كان يحتوي على قصة جيدة". [25]
- تم وضع تمثال أرطغرل من قبل جمعية إسكان تعاونية خاصة في لاهور ، باكستان في عام 2020. [26] [27] تم نصب تمثال نصفي لأرطغرل في أوردو بتركيا في عام 2020. وقد أزالته السلطات المحلية بعد أن أشير إلى أنه يشبه دوزياتان. [28] [29]
- مصطفى حنيف، يوتيوبر باكستاني، اشتهر بكونه "شبيه أرطغرل". [30]
- ظهر إنجين ألتان دوزياتان أيضًا في عام 2020 في مسلسل " المسلم 500 " كواحد من أكثر المسلمين تأثيرًا [31] بسبب المسلسل [32] حتى أن الآباء بدأوا في تسمية أبنائهم أرطغرل. [11]
- على الرغم من حقيقة أن ممثلًا آخر كان يلعب دور أرطغرل في مسلسل المؤسس عثمان ، إلا أن العديد من المعجبين أصيبوا بخيبة أمل، [33] وقد لقيت شخصيته استحسانًا واعتبرت وفاته في المسلسل "عاطفية" [34] حتى من قبل الممثل الذي قام بدور.السيد بامسي، نور الدين سونميز . [35]

### الأوسمة
في عام 2016، فاز إنجين ألتان دوزياتان بجوائز مجلة التابلويد في فئة أفضل ممثل في مسلسل تلفزيوني لهذا العام.  تلقى إنجين ألتان دوزياتان إجمالي 4 ترشيحات لجوائز الشباب التركي، جميعها في نفس فئة أفضل ممثل مسلسل تلفزيوني ، واحد في عام 2016، والآخر في عام 2017.   بالنسبة لجوائز الفراشة الذهبية ، حصل على ترشيحين لجائزة أفضل ممثل وأفضل أداء لممثل في عام 2016.    فاز إنجين ألتان دوزياتان أيضًا بجائزة في فئتي أفضل ممثل مسلسل تلفزيوني مساعد لهذا العام و أفضل ممثل مسلسل تلفزيوني لهذا العام ، على التوالي لجوائز السعفة الذهبية.  فاز إنجين ألتان دوزياتان أيضًا بجائزة جودة المجلة في فئة جائزة الممثل.  في عام 2016، حصل على جائزتين أخريين، جائزة ماكينستانبول للإعلام والفن والرياضة، في فئة أفضل ممثل مسلسل تلفزيوني ،  وجائزة مدرسة معمار سنان الثانوية للفنون الجميلة لكونه الممثل الأكثر نجاحًا لهذا العام .  وفي عام 2019، حصل أيضًا على جائزة دولية اسمها جوائز المهرجانات العربية الدولية المتميزة (DIAFA) لأفضل ممثل عالمي . 

## قيل عنه
ينص الوصف الرسمي لشخصية أرطغرل على موقع تي أر تي 1 على أن: "ابن سليمان شاه، أرطغرل محارب شجاع يقاتل من أجل أحلامه ومثله العليا. إنه حامي المظلومين، وعلى استعداد للتضحية بحياته من أجل قضية العدالة". 

## في وسائل الإعلام الأخرى
تم تصوير أرطغرل في المسلسل التلفزيوني التركي المؤسس: 1299 (1988)، مقتبس من رواية تحمل نفس الاسم. 

## أنظر أيضا
- قائمة شخصيات قيامة أرطغرل
- قائمة شخصيات المؤسس عثمان

## ملحوظات
1. ↑  مشابه لـ مرغريف أو أمير.